# Tjurrusning

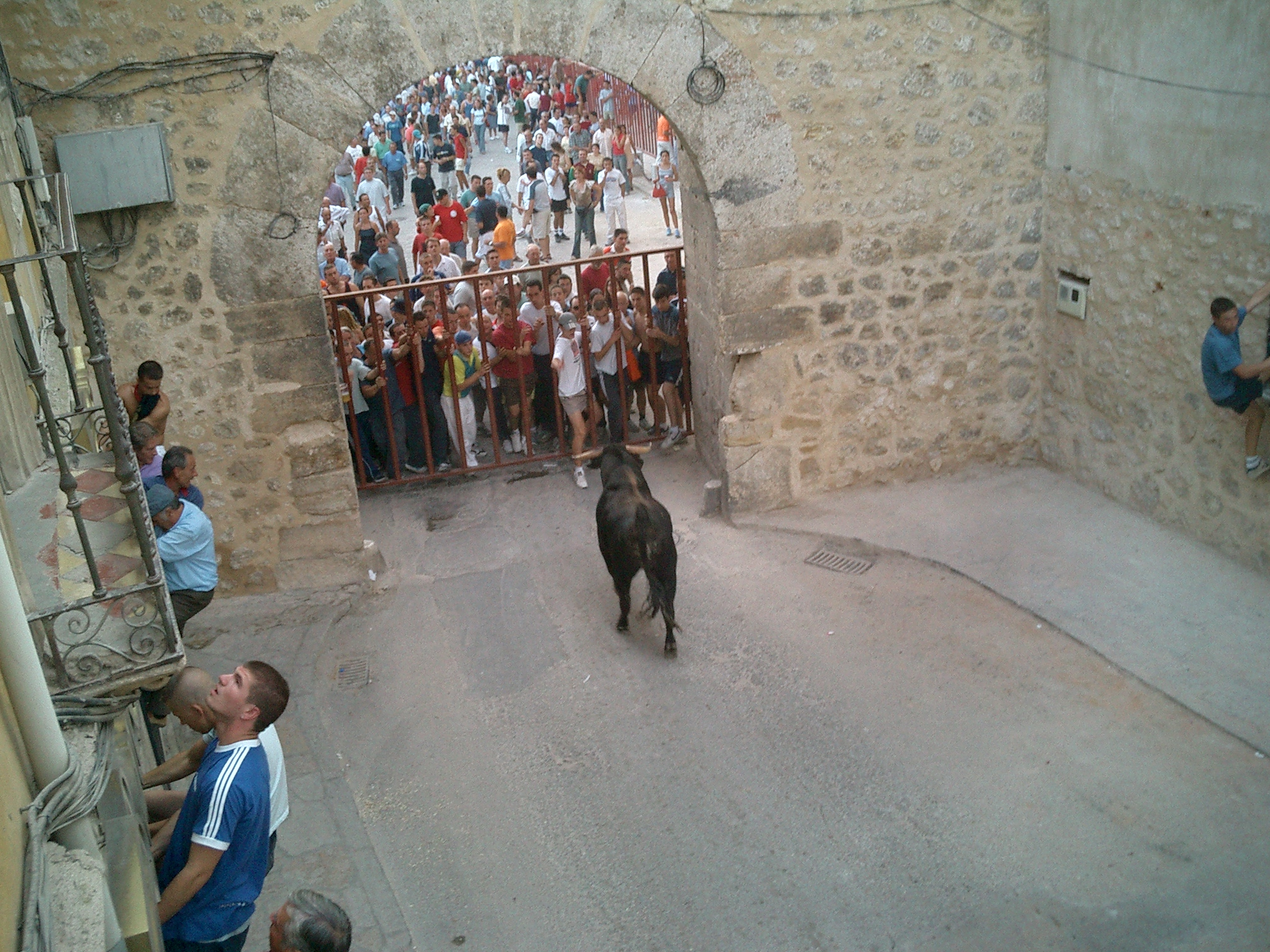
Löpare gömmer sig bakom ett skyddande järngaller.

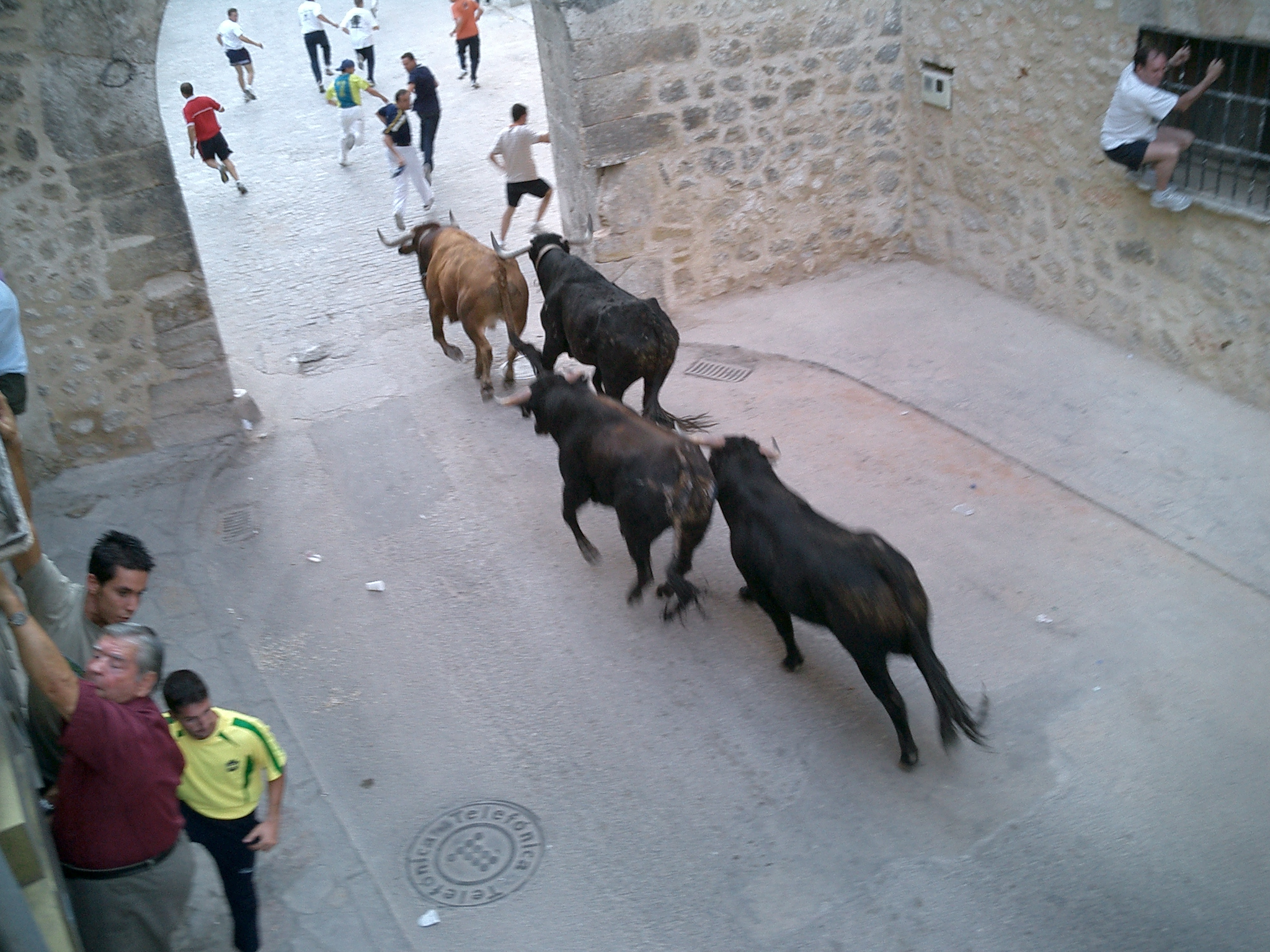
Tjurrusning i Pastrana, Spanien.

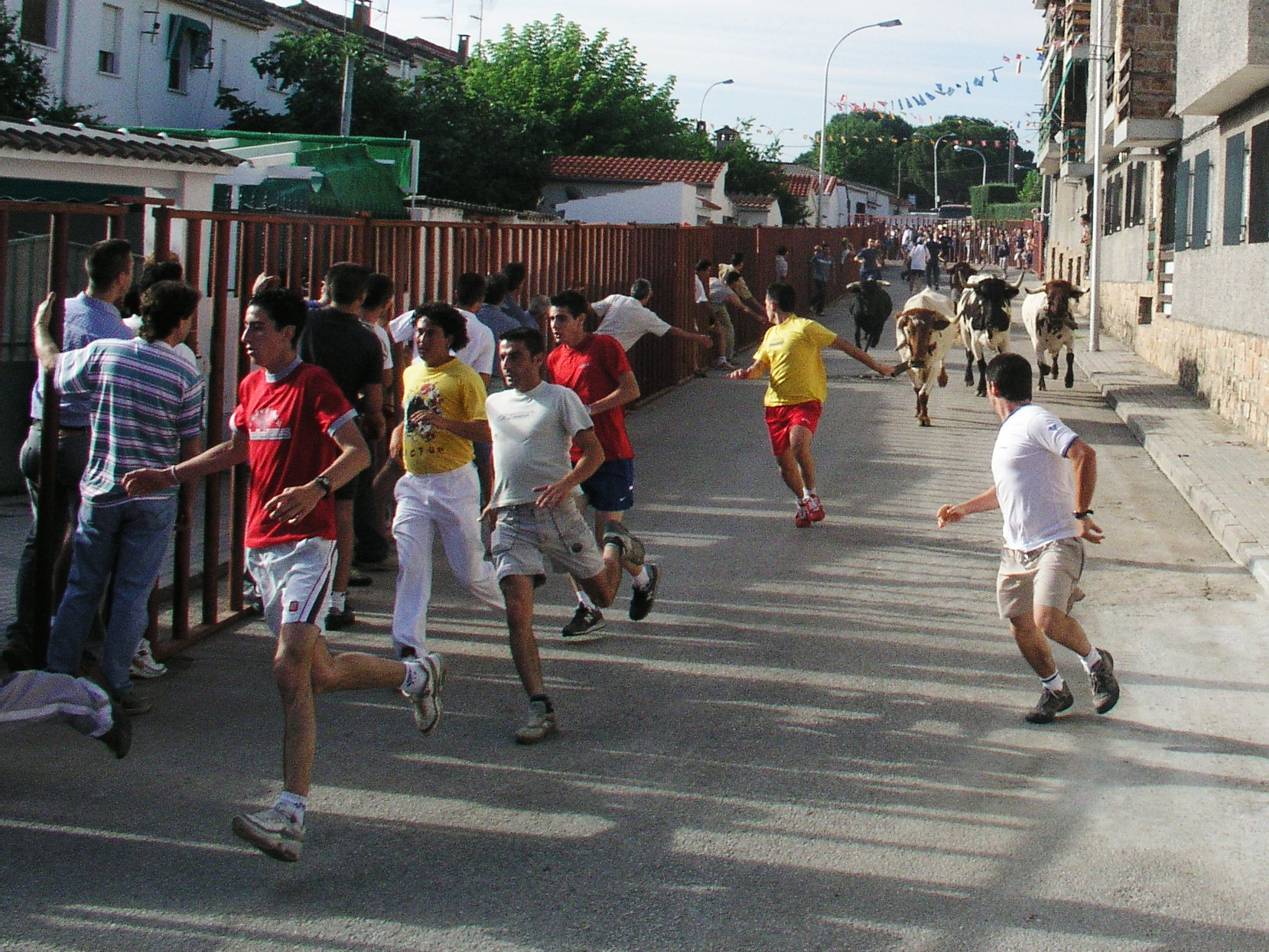
Tjurrusning i Aldea del Fresno

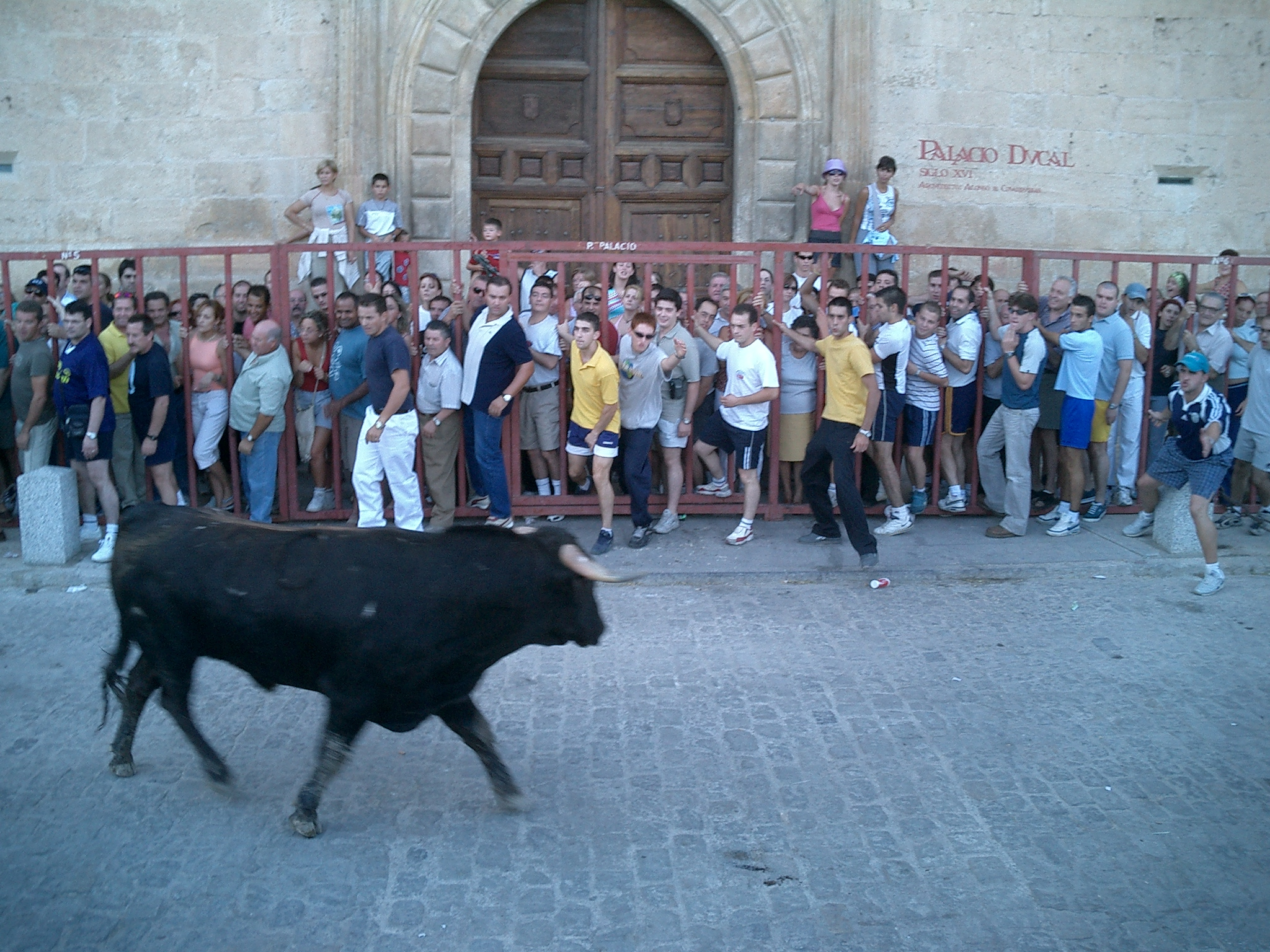
Tjuren hetsas.

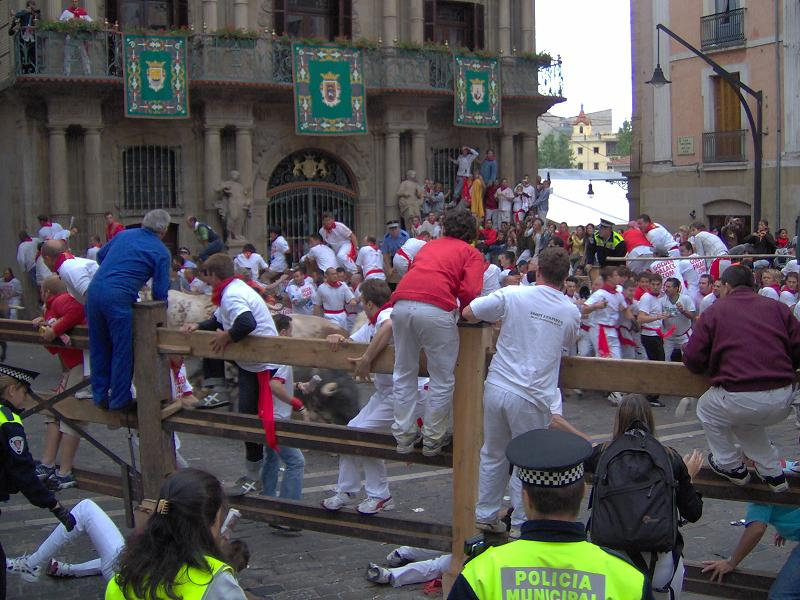
Tjurrusning i Pamplona, 7 juli 2005

Tjurrusning (på spanska el encierro = inhägnad/avgränsning) är en spansk tradition som innebär att man springer framför en mindre grupp tjurar som tvingas springa längs en i förväg avgränsad följd av gator. Tjurrusningen sker tidigt på morgonen och är inledningen på tjurfäktningsfesterna i många byar och städer.

## Historia
Ursprunget till traditionen är tjurarnas vandring från de inhägnader utanför städerna där de har tillbringat natten (eller i modern tid från transportbilar som kör in till utkanten av städerna) in till tjurfäktningsarenan där de senare på kvällen dödas i tjurfäktningen.
Traditionen går tillbaka till åtminstone 1700-talet. Även tidigare hade tjurarna drivits från uppfödningsorterna till tjurfäktningsarenorna, men då var allt deltagande av andra än tjurfösarna förbjudet. I Pamplona och även andra orter kom en tradition att utvecklas där den som vill kan delta och springa före och efter tjurarna. Tjurrusningen har i Pamplona blivit till något som väcker lika stort intresse som själva tjurfäktningarna. 
Tjurrusningarna i Cuéllar (Segovia) anses som de äldsta i Spanien; deras existens har dokumenterats till redan 1215 e.Kr.

## Förberedelser
Före tjurrusningen sätts kraftiga järnstängsel och barrikader upp längs de gator där tjurarna skall löpa för att stänga av sidogatorna. Mellanrummen i stängslen är så stora att en person lätt kan ta sig igenom men inte större än att tjurarna skall stoppas. 
Tjuren är ett flockdjur. Detta utnyttjar man på så sätt att man blandar de tjurar som skall delta i tjurfäktningen med några utvalda, lugna och tränade tjurar/oxar. Oxarna har ofta en bjällra runt halsen. I en dags tjurfäktning ingår vanligen fyra eller sex tjurar. I Pamplona drivs alla tjurarna samtidigt med hjälp av sådana tränade oxar (cabestros) som leder flocken rätt.
Tjurarna kan ibland under loppet bli skilda åt, till exempel efter att ha fallit, och det är då svårt och riskabelt att få tjuren att gå åt rätt håll. På grund av detta släpps en flock ungtjurar i en andra våg för att samla ihop tjurar som inte nått fram.
Många tror att det är lyckobringande att röra vid tjuren, men de mer erfarna undviker detta eftersom det kan distrahera tjuren. När tjurarna blir distraherade under vägen blir loppet mera farligt. I allmänhet försöker de bästa löparna att springa så nära som möjligt intill tjurarna, men utan att röra dem. Ett lopp anses lyckat om tjurrusningen löper jämnt och fint och där deltagarna har kunnat springa med tjurarna.
Tjurrusningen slutar med att tjurarna når tjurfäktningsarenan. Tjurarna föses sedan ut till de boxar där de får vänta. Ibland släpps några ungkalvar ut i ringen och de kvarvarande löparna retas med dem en stund.

## Skador
Skador är vanliga, både på deltagarna som kan bli stångade eller trampade, och på tjurarna som ibland faller när klövarna tappar greppet på de asfalterade eller stenbelagda gatorna. Många gånger skapar ovana löpare de största riskerna, då de snubblar och ramlar eller köbildning uppstår framför tjurarna.
Varje år skadas hundratals människor i tjurrusningar, och dödsfall förekommer. I Pamplona har det sedan 1910 omkommit 14 personer i tjurrusningar. Det senaste dödsfallet i Pamplona ägde rum 2009 då en spansk man avled efter att ha blivit stångad. I augusti 2011 omkom en spansk man i 30-årsåldern då han stångats av en tjur i Xativa i östra Spanien.

## Vem springer och varför
Den mest kända tjurrusningen är niodagarsfestivalen San Fermín i Pamplona, fast det äger rum i städer och byar över Spanien under tjurfäktningssäsongen och även i några städer i södra Frankrike, särskilt kan nämnas den i Bayonne. Till skillnad från tjurfäktningen, som utförs av professionella, kan vem som helst delta i en tjurrusning. Det är vanligen män som ägnar sig åt tjurrusning. Erforderlig ålder kan variera mellan städerna, några som San Sebastián de los Reyes tillåter deltagare som är 16 år, men normalt måste man ha nått myndig ålder. 
Motivet att delta i en tjurrusning torde i många fall vara ett behov av att manifestera personligt mod. Liksom tjurfäktning anses tjurrusningen vara moraliskt oacceptabel inom djurrättsetiken.

## Loppets längd
Längden på loppet kan variera. I Pamplona springer tjurarna 825 meter, vilka avverkas på cirka 3–4 minuter. På andra ställen kan det vara betydligt längre. Tjurarna lär sig hela tiden och längre tjurrusningar, ibland ända upp till 30 minuter, kan inverka på den senare tjurfäktningen på så sätt att tjurens beteende blir svårförutsägbart.

## Exempel
- Pamplona Los Sanfermines (6 juli till 14 juli) är den mest populära i Spanien och direktsänds i den spanska televisionen (Televisión Española och Cuatro TV).
- Känt är också San Sebastián de los Reyes, kallat "Lilla Pamplona", som firas söder om Madrid med början den 28 augusti.
- San Miguel de Allende
- Arganda del Rey
- Chinchón